# Ньюрі (Мен)
Ньюрі (англ. Newry) — місто (англ. town) в США, в окрузі Оксфорд штату Мен. Населення — 411 особа (2020).

## Демографія
Згідно з переписом 2010 року, у місті мешкало 329 осіб у 157 домогосподарствах у складі 93 родин. Було 1334 помешкання
Расовий склад населення:
| - 97,3 % — білих - 1,2 % — корінних американців |

До двох чи більше рас належало 1,5 %. Частка іспаномовних становила 0,9 % від усіх жителів.
За віковим діапазоном населення розподілялося таким чином: 14,6 % — особи молодші 18 років, 68,1 % — особи у віці 18—64 років, 17,3 % — особи у віці 65 років та старші. Медіана віку мешканця становила 49,9 року. На 100 осіб жіночої статі у місті припадало 113,6 чоловіків;  на 100 жінок у віці від 18 років та старших — 112,9 чоловіків також старших 18 років.
Середній дохід на одне домашнє господарство  становив 79 152 долари США (медіана — 58 333), а середній дохід на одну сім'ю — 98 083 долари (медіана — 65 625). Медіана доходів становила 42 500 доларів для чоловіків та 36 458 доларів для жінок. За межею бідності перебувало 11,3 % осіб, у тому числі 14,6 % дітей у віці до 18 років та 5,8 % осіб у віці 65 років та старших.
Цивільне працевлаштоване населення становило 151 особа. Основні галузі зайнятості: мистецтво, розваги та відпочинок — 30,5 %, освіта, охорона здоров'я та соціальна допомога — 29,8 %, будівництво — 12,6 %, науковці, спеціалісти, менеджери — 9,3 %.